# Músculo escaleno posterior
El músculo escaleno posterior es el músculo más pequeño y que se sitúa más profundamente de los tres escalenos. Se origina con 2 o 3 tendones separados, de los tubérculos posteriores de las apófisis transversas de las vértebras cervicales C4-6 y se inserta por medio de un pequeño tendón sobre la superficie exterior de la segunda costilla, detrás de la inserción del Músculo serrato anterior. 
En ocasiones este músculo se une con el escaleno medio.

## Imágenes adicionales

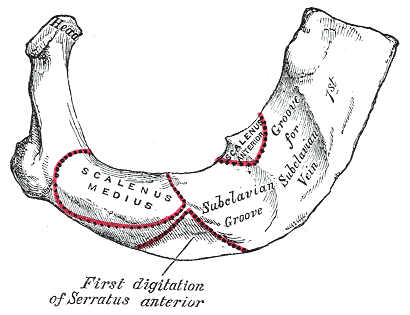
Primera costilla. Costilla atípica.
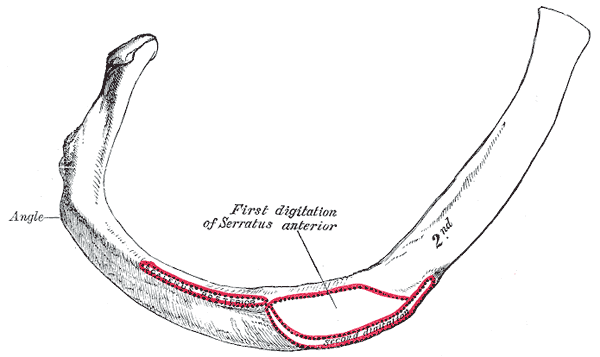
Segunda costilla.